# ヘゴ属
ヘゴ属（桫欏属、杪欏属、学名Cyathea）とは、ヘゴ科のシダ類。世界中の熱帯から亜熱帯地方に470種程度が分布する。茎の周りの気根がよく発達して茎を覆って樹木のような外見になる、いわゆる木生シダである。ほとんどの種の幹は一本であるが、枝分かれする種もあり、また木本状とならない匍匐性の種も存在する。分布域は熱帯雨林から温帯の疎林に及ぶ。
この茎は「ヘゴ材」（ヒカゲヘゴのものが多い）といい着生植物の栽培に使う。ヘゴ材のことを単に「ヘゴ」ということも多い。また、観葉植物として栽培されるものもある。一部の自生種の若芽は山菜として利用される。
日本では次の種が自生する。
- ヘゴ Cyathea spinulosa Wall. ex Hook.
- クサマルハチ Cyathea hancockii Copel.
- ヒカゲヘゴ Cyathea lepifera Copel. Ex Hook
- マルハチ Cyathea mertensiana (Kunze) Copel.
- チャボヘゴ Cyathea metteniana C. Chr. & Tard.
- メヘゴ Cyathea ogurae (Hayata) Domin
- クロヘゴ（オニヘゴ） Cyathea podophylla Copel.
- エダウチヘゴ Cyathea tuyamae H. Ohba

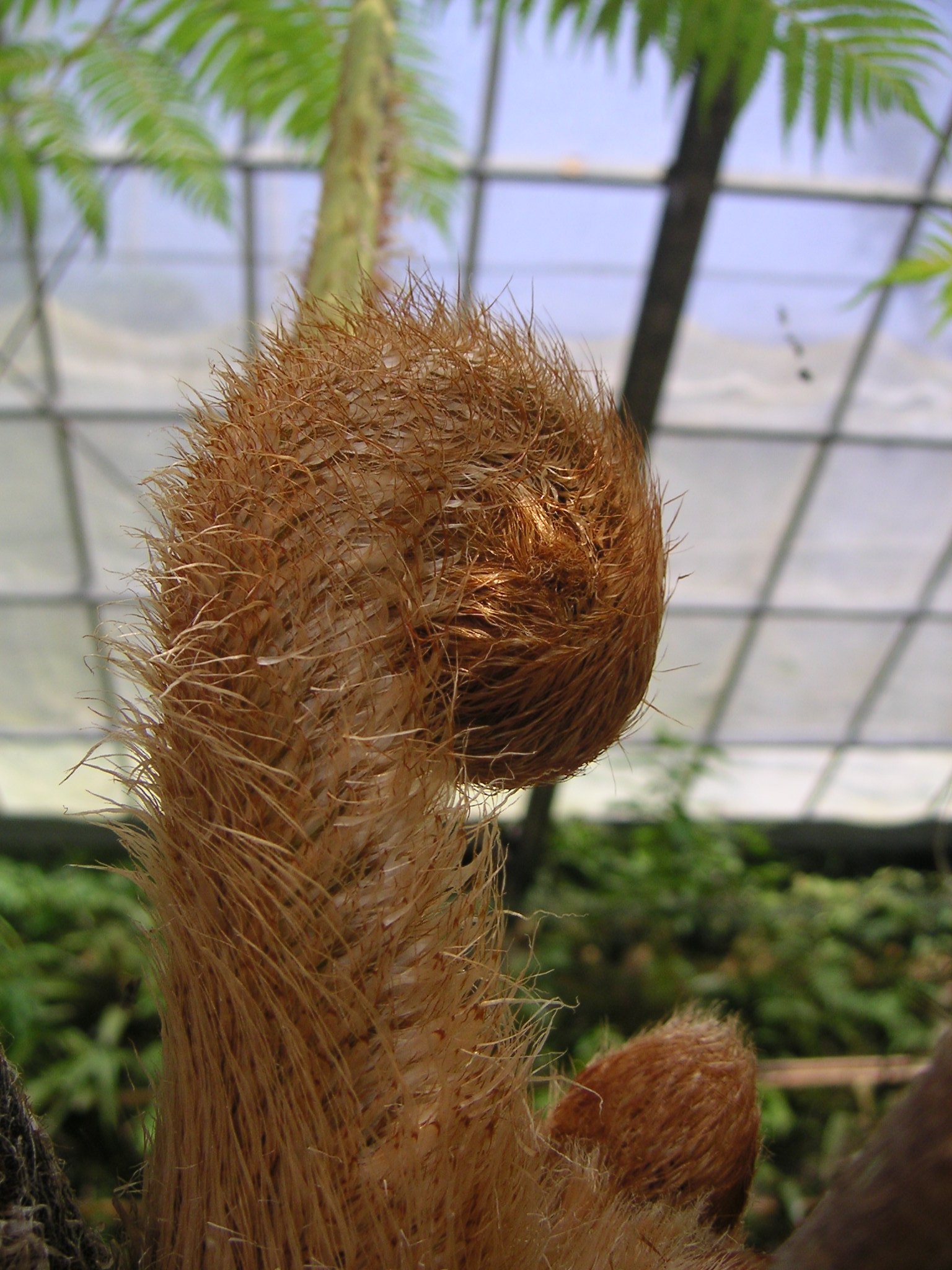
ヒカゲヘゴの新芽